# Polyadelphia

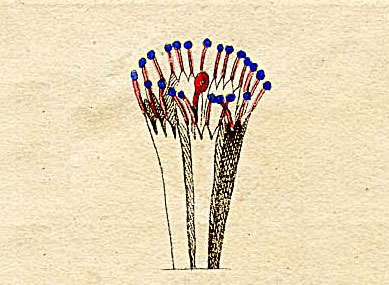
Polyadelphia

Em botânica, polyadelphia  é uma classe de plantas segundo o sistema de Linné.  Apresentam flores hermafroditas com os estames soldados pelos filetes formando três ou mais feixes.

As ordens e os gêneros que constituem esta classe são:
Ordem 1. Pentandria (com cinco estames)
Gêneros: Theobroma
Ordem 2. Icosandria (vinte ou mais estames inseridos sobre o cálice) 
Gêneros: Citrus
Ordem 3. Polyandria (vinte ou mais estames inseridos sobre o receptáculo) 
Gêneros: Hypericum, Ascyrum